# 아자에정
아자에정(呰部町)은 오카야마현 조보군에 있던 정이다. 현재의 마니와시의 일부에 해당한다.